# Enallagma concisum
Enallagma concisum är en trollsländeart som beskrevs av Williamson 1922. Enallagma concisum ingår i släktet Enallagma och familjen dammflicksländor. Inga underarter finns listade i Catalogue of Life.